# Patrick Long
Patrick Long, född 28 juli 1981 i Thousand Oaks, Kalifornien, är en amerikansk racerförare.

## Racingkarriär
Long körde formelbil i Europa i början av 2000-talet innan han blev fabriksförare för Porsche 2003. Han har vunnit Le Mans 24-timmars GT-klass två gånger och American Le Mans Series GT-klass tre gånger. Long har även gjort inhopp i NASCAR.